# Rukiew drobnolistna
Rukiew drobnolistna (Nasturtium microphyllum (Boenn.) Rchb.) – gatunek rośliny należący do rodziny kapustowatych. Występuje na Starym Świecie, ale rozprzestrzeniony został też na inne kontynenty. Ekologicznie związany z brzegami wód, w Polsce bardzo rzadki i chroniony.

## Rozmieszczenie geograficzne
Rodzimy obszar jej występowania obejmuje część Europy, Afganistan, Indie, Pakistan oraz Maroko w Afryce. Rozprzestrzeniła się poza tym obszarem także w Jemenie, Japonii, Australii, Nowej Zelandii i w Ameryce Północnej. W Polsce uchodziła za bardzo rzadką, znana była z pojedynczych stanowisk w okolicach Krakowa i koło Bielinka nad Odrą, ale na początku XXI wieku zaczęła być częściej znajdowana w zachodniej Polsce, na ziemi lubuskiej i Pomorzu Zachodnim.

## Morfologia

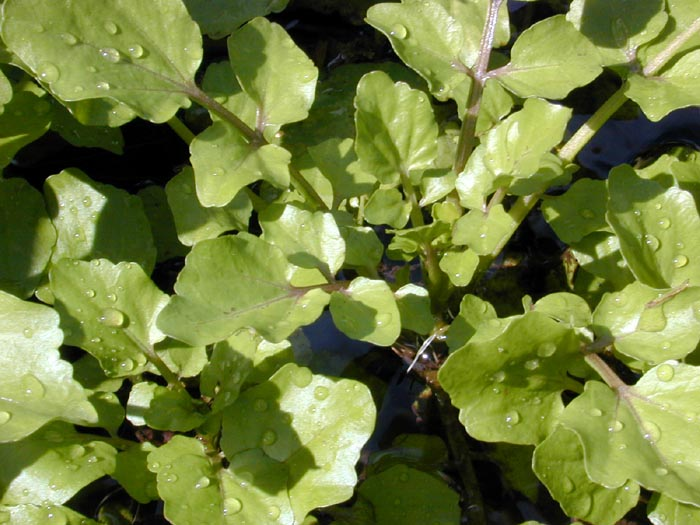
Liście

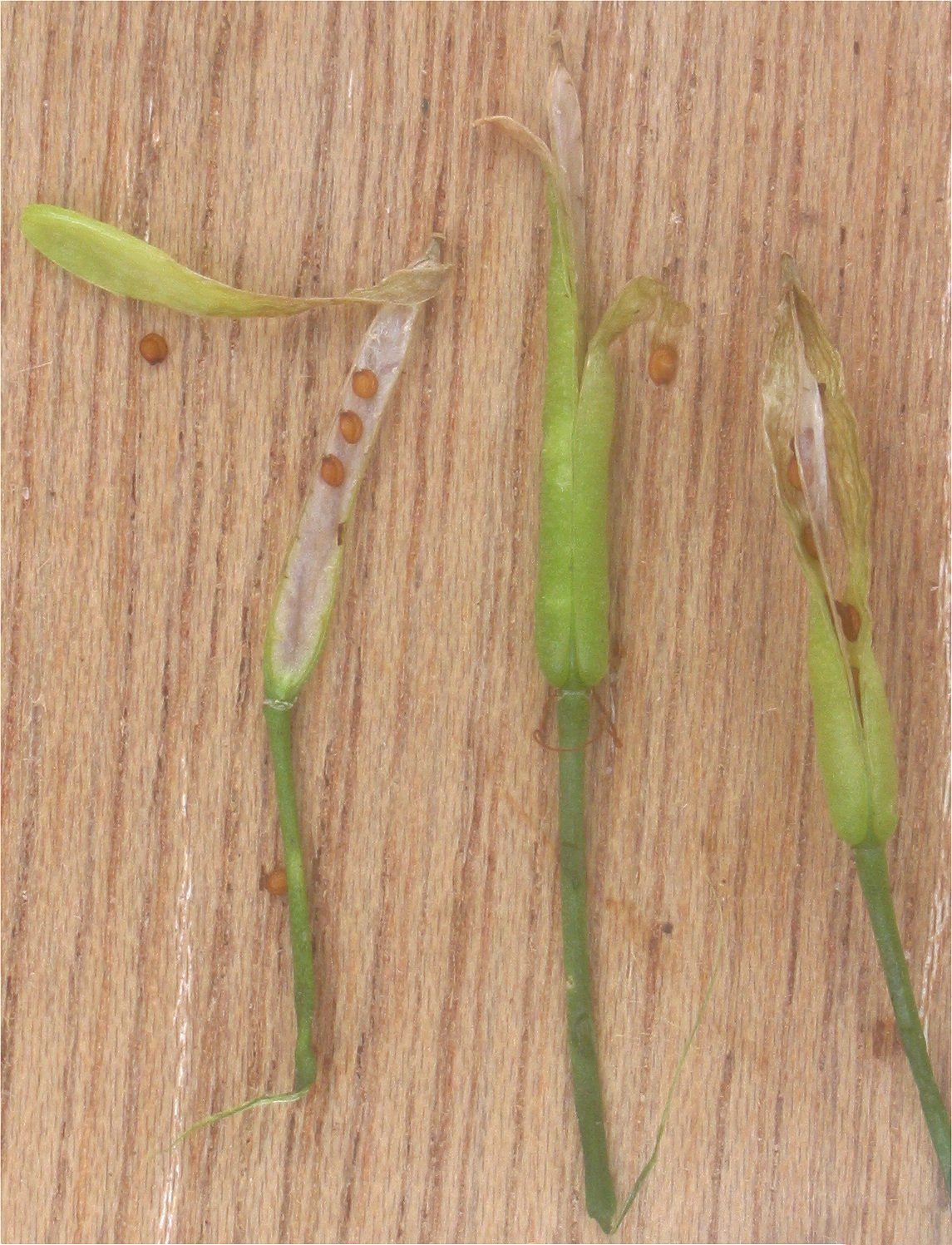
Owoce

ŁodygaWzniesiona lub podnosząca się, kanciasta, dołem w węzłach zakorzeniająca się. Ma długość do 1 m i szerokość ok. 0,5 cm.
LiścieUlistnienie skrętoległe. Liście nieparzysto-pierzaste, zwykle 5-7 listkowe, o eliptycznych listkach, na brzegach faliście karbowanych. Szczytowy listek jest dużo większy od bocznych. Ogonek liściowy rynienkowaty.
KwiatyZebrane w szczytowe grona na cienkich szypułkach wydłużających się podczas dojrzewania owoców. Kwiaty złożone z 4 działek kielicha krótszych od płatków korony, 4 białych płatków o długości do 6 mm, 1 górnego słupka i 6 dwusilnych pręcików (2 są krótsze, 4 dłuższe).
OwocRównowąskie łuszczynki o długości 18-25 i szerokości 1 mm. Dolne łuszczynki zwrócone są ku dołowi, górne ukośnie w górę osi szypułki. Nasiona są eliptyczno-okrągławe, spłaszczone i zaopatrzone z jednej strony w skrzydełko. W każdej łuszczynie jest 16-25 nasion. Mają one wyraźną sieciowatą skulpturę powierzchni z ponad 100 polami z każdej strony nasienia.

## Biologia i ekologia
Bylina, hydrofit, hemikryptofit. Kwitnie od czerwca do września. Siedlisko: Szuwary, przeważnie na brzegach wód płynących, rzadziej wód stojących. Gatunek charakterystyczny dla Ass. Nasturtietum officinalis. Genetyka: Liczba chromosomów 2n=64

## Zagrożenia i ochrona
Roślina objęta w Polsce od 2004 r. ścisłą ochroną gatunkową. Niektóre jej stanowiska koło Krakowa zostały już zniszczone w wyniku rozbudowy miasta. Informacje o stopniu zagrożenia na podstawie:
- Polskiej czerwonej księgi roślin – gatunek narażony na wymarcie (kategoria zagrożenia VU)[4][7].
- polskiej czerwonej listy – gatunek narażony (VU)[8]